# 잃어버린 출발
《잃어버린 출발》은 1983년 11월 20일에 MBC TV에서 방영되었던 베스트셀러극장이다.

## 줄거리
금괴 밀수 사건에 휘말리게 된 한 유람선 선장을 주인공으로 쫓고 쫓기는 범죄의 세계를 그린 드라마.
유람선 선장으로 일하는 김형진(현석)은 우연히 12억 원 가량의 금괴 밀수 및 살인사건에 휘말리게 된다. 살인 누명을 뒤집어 쓰고 형사(박지훈)에게 쫓기는 신세가 된 형진은 알리바이는 있지만 누명을 벗기에는 충분하지 못한 상태다. 형진이 형사의 추적을 피해 다니던 어느 날 밀수조직의 두목 손달수(백인철)가 그에게 접근하는데...

## 출연
- 현석
- 김영란
- 김해숙
- 김희라
- 박지훈
- 백인철
- 홍순창
- 김석옥
- 서갑숙
- 박민희
- 김형진
- 강용규
- 이은지